# جنيفر أشتون
جنيفر أشتون (بالإنجليزية: Jennifer Ashton)‏ هي طبيبة أمريكية، ولدت في 23 أبريل 1969 في George Air Force Base ‏ في الولايات المتحدة.